# George Kettman

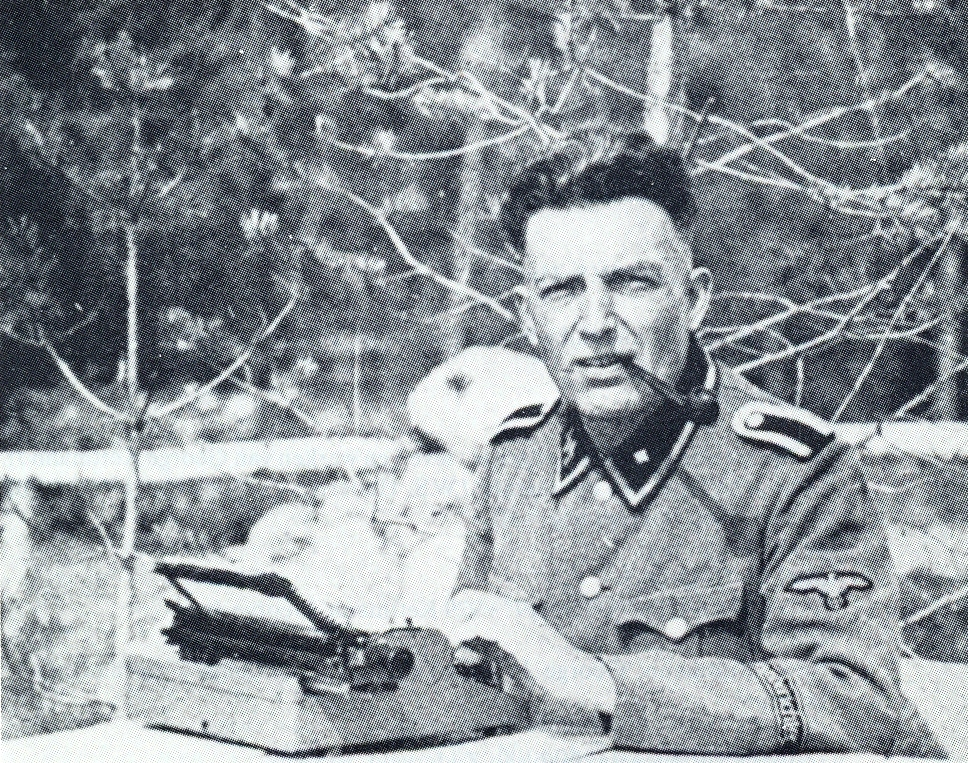
Kettmann (1943)

George Wilhelm Kettmann (ur. 12 grudnia 1898 w Amsterdamie, zm. 10 lutego 1970 w Roosendaal) – holenderski poeta, eseista i prozaik, wydawca mediowy, publicysta, działacz i ideolog nazistowski, korespondent wojenny Waffen-SS podczas II wojny światowej.

## Życiorys
Uczęszczał do szkoły kupieckiej w Amsterdamie. Od 1914 r. pracował w firmie włókienniczej ojca. Od grudnia 1917 r. do końca 1918 r. służył w armii holenderskiej na granicy z Belgią. W maju 1918 r. miał debiut literacki w czasopiśmie „Het Getij” pod pseudonimem „Co van Sweden”. Od 1919 r. rozwijał swoją karierę literacką, pisząc wiersze, opowiadania, eseje, sztuki teatralne. Współpracował z różnymi czasopismami.
Na przełomie lat. 20. i 30. pojawiła się u niego coraz silniejsza fascynacja włoskim faszyzmem. Od listopada 1931 r. działał w ruchu faszystowskim „De Bezem” Jana Baarsa. 21 lipca 1932 r. założył w Amsterdamie własne wydawnictwo „De Amsterdamsche Keurkamer”. Jego celem było popularyzowanie narodowego socjalizmu jako fenomenu kulturowego. 2 sierpnia 1932 wstąpił do Narodowo-Socjalistycznego Ruchu Holenderskiego (NSB) Antona Musserta. Od stycznia 1933 r. aż do 1941 r. pełnił funkcję redaktora naczelnego pisma NSB „Volk en Vaderland”. W 1939 r. jego wydawnictwo opublikowało w języku niderlandzkim „Mein Kampf” Adolfa Hitlera. Z biegiem czasu Kettmann zaczął coraz bardziej oskarżać A. Musserta, że jest zbyt mało radykalny. Sam 7 marca 1942 r. wstąpił ochotniczo do Holenderskiego SS. W rezultacie przywódca NSB usunął go z partii.
George Kettman przez pewien czas wydawał antysemickie pismo „De misthoorn”. Jednocześnie prowadził bardzo silną krytykę NSB. Wkrótce wyjechał do Berlina, a na początku 1943 r. został korespondentem wojennym w kompanii propagandowej Ochotniczego Legionu Holenderskiego na froncie wschodnim. W maju tego roku został ranny podczas ataku wojsk sowieckich, po czym trafił do szpitala w Berlinie. Latem przeszedł kursy propagandowe w Villach. Następnie powrócił na front w rejon Narwy. W marcu 1945 r. został przydzielony jako zwykły żołnierz do jednostki Waffen-SS w okolicy Szczecina. Na początku kwietnia trafił do niewoli sowieckiej, ale udało mu się zbiec i przedostać się do Holandii. Zamieszkał w Zandvoort. Udawał byłego bojownika ruchu oporu.
W lipcu 1945 r. przeniósł się do Belgii, gdzie go aresztowano i uwięziono w 1948 r. Został odesłany do Holandii. Po procesie w 1951 r. został skazany na karę 10 lat więzienia. Po wyjściu na wolność w 1955 r., całkowicie wycofał się z aktywności politycznej. Pisał dalej wiersze, demonstrując swoje nazistowskie poglądy, z których nie wycofał się do końca życia.

## Wybrane prace
- „De glanzende draad der goden” 1928
- „De vlam der steden” (1930)
- „Maan op het dak” (1931)
- „De oceaanvlucht van een olie-man (1933)
- „De jonge leeuw, verzen” (1935)
- „Om wille van het leven, kunst en gemeenschap” (1936)
- „Het erf aan zee” (1938)
- „Om de nieuwe cultuur” (1940)
- „Jong groen om den helm” (1942)
- „Bloed in de sneeuw” (1943)
- „De verdrevene” (1944)
- „De ballade van de dode Viking” (1956)
- „Manuel” (1957)
- „Zettericks van alle seizoenen” (1962)
- „Man vrouw kind” (1969)